# Двор и церемониал по времето на Луи XIV
Кралският двор и церемониал по време на управлението на Луи XIV са израз и демонстрация на абсолютната власт. По време на своето 72-годишно управление (1643 – 1715 г.) Луи XIV успява, освен да централизира Франция, още и да съсредоточи около себе си аристокрацията на страната.

## Изследвания върху проблема
Темата за дворцовия ритуал и ежедневието на Луи XIV, както и за механизмите, свързани с изграждане образа на абсолютния владетел, отдавна стои в полезрението на изследователите. Проблематиката свързана с етикета, ритуала и образа на Луи XIV е доминирана от два подхода. Първата школа, повлияна от антропологичните модели и класическата работа на Ернст Канторовиц за „двете тела на краля“, поставя ударението върху начина, по който Луи променя или адаптира кралските церемонии, за да осъвремени доктрината за патерналистичния владетел, около който разделена Франция би могла да се обедини. Втората линия, основана най-вече на постструктуралисткия подход, поставя ударението върху текстовете и изображенията създадени, за да представят краля слънце на неговите поданици. Тук се откроява проучването на Луи Марен върху кралския портрет и на Жан-Мари Апостолидес, който проследява превръщането на Луи от roi-machiniste, който създава сам собствения си образ, в roi-machine, едно осветено „присъствие“ в центъра на държавата.

## Кралският двор

### Ритуали на монархията
По времето на Краля слънце ритуалите се отделят като самостоятелни и сякаш независими от властта. Всеки политически режим използва символите и ритуалите, за да утвърди своята легитимност и да оправдае своите действия. Луи XIV обърнал особено внимание на ритуалите като средство, чрез което да наложи своето виждане за монархическата институция.

По времето на Луи XIV вече била позната церемонията „lit de justice“. Нейната цел била да представи краля на Парижкия парламент, за да може той да пристъпи към издаването на закони. На 15 май 1610 г. в деня след смъртта на Анри IV, Луи XIII провел „lit de justice“ в Парижкия парламент. Церемонията имала за цел намаляването на политическото напрежение във Франция, както и обявяването на Мария Медичи за регент на Луи XIII. Именно на „lit de justice“ по-късно на 18 май 1643 г. Анна Австрийска е призната за регент на Луи XIV. По време на управлението си Кралят Слънце организира няколко „lit de justice“. Последните две церемонии били от 1667 г. и 1673 г. и имали за цел да ограничат властта на Парижкия парламент по отношение на законодателните процедури.

Освен „lit de justice“ друга церемония, използвана от Луи XIV, била коронацията. Въпреки че не удостоявала с кралска титла, коронацията била необходима като вид публично потвърждаване на правата и властта на короната. Луи XIV бил коронован в Реймската катедрала на 7 юни 1654 г. – единадесет години след началото на управлението му. Забавянето на коронацията се дължи на сложната международна обстановка по това време, както и на бунтовете на Фрондата (1648 – 1653 г.).

### Дворът по времето на Краля Слънце
Кралският двор по времето на Луи XIV изпълнява едновременно три важни функции: политическа, социална и личностна. Първата му функция е като седалище на правителството, от което административните чиновници фактически ръководят управлението на страната. На второ място, дворът изпълнява ролята на социален център, в който високопоставените благородници участват в ежедневните ритуали около кралската особа. Така той представлява и кралското домакинство, в рамките на което живее самото кралско семейство, обединено около фигурата на краля-баща.
Луи XIV не е изобретател на дворцовия живот, но именно той извежда неговото действие до едно необичайно високо ниво. Макар и да не представлява огледало на тогавашна Франция, дворът си остава мястото, към което са обърнати очите на цялата държава. В ранните години от управлението на Луи XIV (преди 1682 г.) дворът прекарва по-голямата част от времето си в Сен Жермен, в близост до Париж, като понякога се мести в Лувъра, Фонтенбло и дори в малкия павилион, издигнат от Луи XIII във Версай.
Постовете при двора, подобно на всички административни постове в тогавашна Франция, били венални. Членовете на кралското домакинство не служели постоянно, а се въртели на смени от по три месеца, като единствено първият благородник на кралската спалня и този на кралския гардероб служели по една година. Тази система давала възможност служещите при двора да се удвоят и по този начин, от една страна разширявала достъпа на благородниците до особата на владетеля, а от друга му давала възможност да контролира повече хора. Като цяло благородниците по времето на Луи XIV били около 200 000 Души (1 % от населението), а от тях около 4000 – 5000 били постоянно при двора (10 000 при системата на ротация).

### Структура и йерархия
В това силно ритуализирано пространство въпросите, свързани със степенуването и йерархията, били надарени с особено значение. Най-високо в дворцовата пирамида се извисявала персоната на краля, следвана от тази на дофина (наследника на престола). След него в йерархията идвали децата на Франция, в групата на които влизали децата на краля и децата на дофина, които носели титлата Altesse Royale. По-младшите синове получават тази титла сравнително рано. Така детето, което при рождението си преминавало през обреда ondoye, ставало известно със своята титла, обявена от краля веднага след неговото рождение. През XVI и XVII век за младшите синове са възприети титлите херцог на Орлеан, Анжу и Бери, като последната е традиционна за третия син. С увеличаването на продължителността на живота обаче, започнали да се променят и обичаите. Така за най-възрастния син на дофина два пъти е използвана титлата херцог на Бургундия (веднъж за внука Луи XIV и веднъж за внука на Луи XV). За най-възрастния син на херцога на Бургундия се използва титлата херцог на Бретан.
Следващото йерархично стъпало било заето от кръвните принцове. Тази група била по-многобройна, съставена от различните разклонения на Бурбоните, които имали номинално, но не пряко право на короната. Основните фигури тук били принц дьо Конде, неговия най-голям син, херцог дьо Бурбон, децата на „внуците на Франция“ и кралските незаконно родени деца. С едикт от 1576 г. било указано, че всички кръвни принцове имат предимство над всички останали, а помежду си се йерархизират в зависимост от близостта до наследяване на трона, а не според титлите си. Така йерархията придобивала малко усложнен вид, като в първата група влизали децата на настоящия владетел и на дофина, а във втората – децата на предишния суверен и на неговия най-старши син. Тези две групи формирали разширеното кралско семейство, в което йерархията вървяла първо по групи, а вътре в самата група: между мъжете в зависимост от близостта им до наследяването на трона; между мъжете и жените – в зависимост от правото на наследяване; между жените – в зависимост от степента им на родство с краля. Така синът на дофина превъзхождал по ранг кралският брат или по-млад син, но дъщерята на дофина стояла по-ниско от кралската сестра или дъщеря. В рамките на всяка група мъжете стояли по-горе от жените, което се дължи на факта, че жените нямат наследствени права. За нуждите на йерархията кардиналите се равнявали с тази категория, като стоели в нещо като обособена, трета група.
Следващата йерархична група била тази на църковните перове на Франция, която включвала херцозите-епископи на Реймс, Лион, Лангр, Бове, Нойон и Шалон. Някои от тях имали едновременно титли на херцози и архиепископи, докато кардиналът архиепископ на Париж нямал ранга на църковен пер, въпреки че номинално бил херцог.
След тях идвала групата на светските перове на Франция, т.е. херцозите. Според теорията, херцозите били наследници на дванадесетте перове на Карл Велики, нещо като представително съвещателно тяло на благородниците, заседаващо постоянно при краля. С течение на времето обаче техния брой във Франция се увеличил над тази цифра. „Създаването“ на херцог, както се изразявали съвременниците, представлявало доста сложна и комплексна процедура. Тя започвала с кралското желание да издигне дадено имение до нивото на "”херцогство”, след което неговият собственик трябвало да получи ратификация на титлата си от Парламента на Париж. Ако Парламентът преценял, че имението не може да издържа херцог, той би могъл да откаже ратификация и тогава било необходимо кралят да допълни недостигащите средства от собствения си джоб. След като тази процедура приключела, държателят на титлата заемал мястото си в Парламента, но все още не като херцог, а само като пер. Необходимо било да се внесе формално някакво законодателство, по което новият пер да гласува и едва тогава той ставал истински, признат „херцог“. При повечето херцогства патентът на титлата ограничавал нейното предаване само до преките наследници по мъжка линия. Наследяването на имението от друг роднина не давало право върху титлата. В групата на светските перове влизали и чуждите принцове, които представлявали групата предизвикваща най-много проблеми и скандали при ежедневното спазване на йерархията в рамките на двора. Групата била съставена от членовете на различни чуждестранни владетелски семейства установили се и натурализирани във Франция. Тук влизали херцозите на Лотарингия, на Савойския дом, италианските Гонзага и френските домове на Ла Тур д'Оверн и Роан.
Следващото стъпало заемала малката група херцози по патент, т.е. такива, чийто ранг не се признавал от Парламента на Париж. Те не се смятали за перове и привилегиите им били ограничени само в рамките на Двора.
След тях идвала относително многобройната група, съставена от представителите на редовите титулувани благородници – графове, маркизи и барони. При управлението на Луи XIX носителите на тези титли във Франция, за разлика от английските, вече не били смятани за перове, и титлите били почти изравнени помежду си. По своя смисъл те били териториални и вървели със съответното графско или маркизко имение, т.е. били свързани със земята, а не с индивида. При продажба на имението купувачът, ако имал статут на благородник, би могъл да използва титлата.
В ежедневния живот на двора йерархията и нейното спазване придавали ред на инак хаотичното стълпотворение от желаещите да се покажат благородници. По-предното място носело предимства при подреждането и участието в различните церемонии и в крайна сметка, в борбата за достъп до особата на владетеля и свързаните с това облаги. На едно по-битово ниво йерархичните дворцови пререкания за предимство и йерархия се изразявали в т.нар. „битка между трите стола“ – фотьойла, стола и табуретката, като на всяка категория от йерархията съответствало правото на използване на един от трите стола, а освен това било уточнено кой, в присъствието на кого, на какъв стол имал право да седи и кой не; пред кого следвало да се отварят двете крила на вратата и пред кого – само едното. Сен-Симон разказва любопитната случка с една дама, съпруга на „дете на Франция“, която проявила желание да посети дъщеря си, херцогиня на Лотарингия (очевидно намираща се в по-долната група на чуждите принцове). Херцогът на Лотарингия обаче изявил претенцията да седи в нейно присъствие на фотьойл, което не му се полагало по ранг и това веднага повдигнало безкрайни пререкания, които при това се провеждали чрез дипломатическите служби на Франция и Лотарингия (нищо че херцогът от години живеел във Версай като натурализиран французин). В крайна сметка поради „непреодолими“ различия визитата била отменена. Самият Сен-Симон не одобрявал особено йерархията в двора на Луи поради предимствата, с които се ползвали незаконните кралски деца пред перовете, към които принадлежал той.

### Версай
Почти винаги споменаването на двора на Краля – Слънце извиква представата за огромния и пищен Версай, но първите двадесет години от неговото управление преминават на друго място.
Още от дете Луи XIII е запленен от тази, тогава обрасла с храсталаци местност в близост до столицата. Той избира малко възвишение с вятърна мелница на върха в старото село Версай. Местността граничи с гъсти гори и е много богата на най-различни видове дивеч. Запален ловец, Луи XIII поръчва да бъде изграден скромен павилион, който се разширява и след 1630 г. се превръща в малък замък, където кралят намира покой и усамотение.
Първоначално младият Луи XIV използва Версай като допълнение към основната си резиденция в Сен Жермен ан Ле. Стремежът да затвърди едноличната си власт свързва и избора на местата, където да устрои съществуването си. Жилището е скромно, но интересът на младия крал е насочен към градините, които баща му е очертал в едри щрихи – оформена е оста изток-запад в перспективата на замъка, а с изкопаването на басейни е започнато отводняването на блата. Скулптурните ваяния и играта на водоскоците оживяват творенията на бележития майстор на градинското изкуство Андре Льо Нотър.
До този момент суверенът почти не правил промени по замъка. Само възлага на първия си архитект Луи Льо Во да добави няколко постройки за прислугата и да преустрои апартаментите. Колбер напразно се опитва да съсредоточи вниманието на краля върху завършването на Лувъра – единствено достоен да го прославя, но Луи XIV е отправил поглед към Версай. Военните успехи още повече го насърчават да се отдаде на независимостта и удоволствието от съзиданието. Льо Во започва строежа през 1668 година. Изграждането на двореца следва ритъма на победите. През 1678 г. Нимвегенския мирен договор слага край на холандската война и вече се чувства липсата на просторна галерия, която да свързва апартаментите на краля и кралицата, да приема армията от придворни и с подобаващо великолепие да обслужва славата на владетеля. Тогава на мястото на старата висока тераса на Льо Во новият архитект проектира галерията с огледалата.
У Луи XIV постепенно се заражда идеята да превърне Версай в седалище на правителството. Окончателното преместване във Версай става на 6 май 1682 г., но именно там, според Норбърт Елиас, процесът на „одворцовяване“ превърнал френските благородници от рицари в царедворци. На мястото на ранната, весела и сравнително хаотична кралска свита идва ритуализираният, подчиняващ се на нов код на поведение двор, в рамките на който честта вече се разбирала не толкова като войнска доблест, колкото като възпитание, добър вкус и социална адаптивност. Тази трансформация на благородническото поведение започва още в края на XVI век и се дължи най-вече на отделянето на военната професия от благородническото съсловие, както и на поставянето на все по-голямо ударение върху произхода, като единствената детерминанта за ранга.
В разцвета на управлението на Луи XIV в дворцовия комплекс Версай имало 220 апартамента и 450 стаи, в които можели да се настанят не повече от 3000 души, като останалите няколко хиляди обитатели трябвало да търсят подслон в околните селища включително и в близкото село Версай. Така дворцовият комплекс се превърнал в един грамаден механизъм, в рамките на който се харчели шест от всеки десет франка, събрани от данъци.
- Изглед от двореца Версай
- Градините на Версай
- Залата на огледалата
- Кралската спалня
- Панорамен изглед
- Спалнята на кралицата

## Денят на Краля и дворцовият церемониал

### Събуждане, обличане и молитва
Деня на Краля слънце започвал в осем без петнадесет, когато първия Valet de Chambre, който спял в антрето на кралската спалня, прибирал сгъваемото си легло и с това сякаш задвижвал един голям, но невидим механизъм. След него се появявали (ако е зима) отговорниците за кралския огън, наричани porte-buchon de Roi, последвани веднага от кралския часовникар. В същия момент от страничната врата се появявал кралският перукиер с първите две перуки за деня. Дотогава кралят все още бил в леглото си и завесите му били спуснати до средата. При първия удар на осем часа прислужникът го събуждал с думите „Cup, време е“ и новината за кралското събуждане преминавала в другите стаи, пълни с благородници. В този момент в стаята влизали кралският лекар и кралският хирург, заедно с „мама“ Дюфур, старата дойка на краля, която го целувала и се информирала как е спал, докато двамата медици го разтривали и му помагали да смени ризата си. В осем и петнадесет в спалнята влизал Великият шамбелан, заедно с онези членове на кралското семейство (кралския брат, херцозите на Бургундия, Бери, Орлеан и Бурбон; херцог дьо Мен и графа на Тулуза), които били допуснати до така желаното grand entree, когато на краля се поднасяла светена вода. Този момент се смятал за най-благоприятното време да се иска услуга от краля и именно по този повод Сен Симон отбелязва, че присъствието на кралското ставане обикновено било белег на благоразположение, докато отстраняването от него се смятало за голямо наказание. След като кралят приемел светената вода всички напускали, за да може той да каже молитвата си, след което отново влизали, този път, за да се насладят на гледката на смяната на ризата и перуката.
Ризата обикновено се поднасяла от най-старшия присъстващ благородник. Дотогава никой не споменава нито за миене, нито за баня, въпреки че към 1640 г. вече било прието ежедневното миене на ръцете и лицето. Това, разбира се, не бивало да се върши с вода, която се смятала за нездравословна, а лицето трябвало да се изтрие с парцалче натопено в някакъв алкохол. Можем да смятаме, че Луи е ограничавал своето миене до онези дни, когато неговия бръснар, Кентен, го бръснел – т.е. през ден. В този момент при краля можели да останат само най-необходимите лица плюс притежателите на brevet d'affaires. След приключването на обличането Луи обикновено изпивал чаша вино разредено с вода или популярния по онова време „хипокрас“ (бяло вино, захар и подправки – мускатово орехче и амбра). В продължение на четири месеца през 1696 г. виното било заменено от кафе. След това, вече напълно облечен (обикновено в кафяво, което е неговия любим цвят), кралят коленичел до леглото си, за да се помоли, като заедно с него коленичели и всички духовни лица, които присъствали.
След молитвата кралят преминавал в кабинета си, където разговарял със своите Довереници, на които съобщавал дневните си планове. От там се отправял на Меса последван от целия двор. Характерно за Луи било стриктното спазване на външната страна на обредите, като пет пъти годишно вземал Причастие и през целия си дълъг живот само един път пропуснал Меса. Това се споменава и от Шарлота Орлеан, като тя пише, че в 10 сутринта тя и мъжът и са задължени да присъстват на нея.

### Кралят и Съветът
След завършването на обреда кралят се отправял на работа със Съвета, който обикновено се провеждал в голямата кралска гардеробна или в кабинета. Неделите, понеделниците и средите били отредени за заседания на държавния съвет, а вторниците – за съвета по финансите. Веднъж или два пъти месечно в понеделниците се провеждало и заседание на Conseil des depeches, който се занимавал с вътрешнополитически проблеми. Сутрините на четвъртъците били отредени за частни аудиенции, докато в петъците кралят прекарвал времето между сутрешната Меса и обяда затворен със своя изповедник. След приключването на работата със Съвета кралят имал навик да му се четат холандските вестници, за което отговарял Външния секретар, а след това настъпвало святото време на кралския обяд.[източник? (Поискан днес)]

### Кралският обяд
Както повечето елементи от дневното разписание на владетелят и неговото хранене представлявало важно публично събитие. Той би могъл да бъде организиран по три начина. Най-пищният, т.нар. grand couvert, бил изключително рядко събитие и обикновено се давал на някои важни празници или понякога във Фонтенбло, заради присъствието на Мария Моденска, детронираната (след 1688 г.) кралица на Англия. Сравнително рядко практикуван бил и представителният обед au public, който бил обществено събитие, на което би могъл да дойде и да гледа всеки прилично облечен гражданин.[източник? (Поискан днес)]
Най-честата форма на кралския обяд била le petit couvert, като дори и в този случай церемонията си оставала дълга и впечатляваща. Тя започвала с появата на дежурния метр д'отел заедно с дежурните благородници и чиновници в кухнята. Там метр д'отелът опитвал отделните ястия и след това, оформени като процесия, всички тръгвали към кралската трапезария. Всеки, който срещнел процесията с обяда, бил длъжен да се поклони, сякаш пред него преминавала особата на владетеля. При обяда кралят обикновено настоявал за присъствието на брат си, дофина, някои приближени и кардинали, но на никой от тях не се предлагал стол и всички стоели прави. Според правилата добре наредената маса трябва задължително да е постлана с холандска ленена покривка, която да достига пода от всички страни, тъй като се използвала и като салфетка, нищо че към 1660 г. се появява и самата салфетка. Още през 1648 г. чинията заменя филията хляб, която дотогава служи като поставка за месото. В някои отношения животът във Версай малко изоставал от Париж, тъй като Луи XIV продължил да яде с пръсти до края на живота си, докато в Париж вилицата става обичайна още през 1648 г. Сервирането на масата не се различава много от днешното, обикновено ножовете имат бели дръжки, а тези с черни са използвани само по време на постите. Странното е, че в ранния период от властването на Луи XIV супата не се сервирала в отделни чинии, а в нещо като кана с две дръжки, от която всеки гост гребвал поред. До втората половина на века месото се сервирало нарязано на по-дребни късове, от които всеки можел спокойно да си взима с пръсти. След обяда, ако нямало извънредно заседание на Съвета, кралят посвещавал времето си на любимите си занимания, разходка, стрелба или лов. След 17 часа кралят обикновено приема аудиенции.[източник? (Поискан днес)]